# Chainsaw
«Chainsaw» —en español: «Motosierra»— es una canción grabada por el grupo de música country The Band Perry. Fue lanzado 3 de marzo de 2014 como el cuarto sencillo de su segundo álbum, Pioneer. La canción fue escrita por Shane McAnally, Josh Osborne, Matt Ramsey.

## Contenido
«Chainsaw» es una canción sobre una mujer que, cuando dejó plantada por su amante, destruye un árbol en el que los dos grabaron sus iniciales.

## Recepción de la crítica
Dándole un «B +», Tammy Ragusa de Country Weekly dijo que la canción «arroja los hermanos Perry en una luz más intensa» y que estaba «listo, maravilloso, novillos, y la diversión».

## Video musical
El video musical de «Chainsaw» fue filmado en dos lugares en Oregon: Silver Falls State Park, cerca de Silverton y la fábrica de botellas, un bar local en Stayton. Fue dirigido por David McClister y se estrenó en mayo de 2014.

## Rendimiento en las listas
| Listas (2014)                                             | Mejor posición |
| --------------------------------------------------------- | -------------- |
| Canada Country (Billboard)                                | 50             |
| Estados Unidos Bubbling Under Hot 100 Singles (Billboard) | 4              |
| Estados Unidos Country Airplay (Billboard)                | 34             |
| Estados Unidos Hot Country Songs (Billboard)              | 47             |